# Suture sphéno-zygomatique
La suture sphéno-zygomatique est la suture crânienne qui relie la grande aile de l'os sphénoïde au processus frontal de l’os zygomatique.